# Comuna Donji Kraljevec, Međimurje
Donji Kraljevec este o comună în cantonul Međimurje, Croația, având o populație de 4.659 de locuitori (2011).

## Demografie
Componența etnică a comunei Donji Kraljevec
     Croați (98,26%)
     Necunoscut (0%)
     Neclasificat (1,01%)
Componența confesională a comunei Donji Kraljevec
     Catolici (96,24%)
     Fără religie și atei (1,31%)
     Necunoscută (1,95%)
     Alte religii (0,49%)
Conform recensământului din 2011, comuna Donji Kraljevec avea 4.659 de locuitori. Din punct de vedere etnic, majoritatea locuitorilor (98,26%) erau croați. Din punct de vedere confesional, majoritatea locuitorilor (96,24%) erau catolici, cu o minoritate de persoane fără religie și atei (1,31%). Pentru 1,95% din locuitori nu este cunoscută apartenența confesională.